# 阿里莫 (愛達荷州)
阿里莫（英語：Arimo）是一個位於美國愛達荷州班諾克縣的城市。

## 地理
阿里莫的座標為42°33′34″N 112°10′17″W / 42.55944°N 112.17139°W，而該地的平均海拔高度為1446米（即4744英尺）。

## 人口
根據2010年美國人口普查的數據，阿里莫的面積為1.07平方千米，當中陸地面積為1.07平方千米，而水域面積為0.00平方千米。當地共有人口355人，而人口密度為每平方千米331.78人。